# Platyptilia toxochorda
Platyptilia toxochorda là một loài bướm đêm thuộc họ Pterophoridae. Nó được tìm thấy ở São Tomé và Principe.